# Ягодновское сельское поселение (Рязанская область)
Ягодновское се́льское поселе́ние — муниципальное образование в Сараевском районе Рязанской области Российской Федерации.
Административный центр — село Ягодное.

## История
Статус и границы сельского поселения установлены Законом Рязанской области от 7 октября 2004 года № 94-ОЗ «О наделении муниципального образования - Сараевский район статусом муниципального района, об установлении его границ и границ муниципальных образований, входящих в его состав»

## Население
| 2010 | 2012 | 2013 | 2014 | 2015 | 2016 | 2017 |
| ---- | ---- | ---- | ---- | ---- | ---- | ---- |
| 472  | ↘462 | ↘450 | ↘438 | ↘414 | ↘411 | ↘399 |
| 2018 | 2019 | 2020 | 2021 |      |      |      |
| ↗402 | ↘394 | ↘380 | ↗392 |      |      |      |

## Состав сельского поселения
| №  | Населённый пункт   | Тип населённого пункта       | Население |
| -- | ------------------ | ---------------------------- | --------- |
| 1  | Алексея Галахова   | деревня                      | 6         |
| 2  | Верхний Остров     | деревня                      | 1         |
| 3  | Запрудный          | посёлок                      | 16        |
| 4  | Козловка           | деревня                      | 0         |
| 5  | Красная Дубрава    | посёлок                      | 9         |
| 6  | Мордово            | село                         | ↘158      |
| 7  | Мыс Доброй Надежды | деревня                      | 0         |
| 8  | Надеждино          | деревня                      | 0         |
| 9  | Нижний Остров      | деревня                      | 4         |
| 10 | Ягодное            | село, административный центр | ↘275      |
| 11 | Ясная Поляна       | деревня                      | 3         |